# Sunnansjö
Sunnansjö – miejscowość (tätort) w Szwecji, w regionie administracyjnym (län) Dalarna, w gminie Ludvika.
Według danych Szwedzkiego Urzędu Statystycznego liczba ludności wyniosła: 614 (31 grudnia 2015), 591 (31 grudnia 2018) i 621 (31 grudnia 2019).